# Международный аэропорт Чилека
Международный аэропорт Чилека (англ. Chileka International Airport; (ИАТА: BLZ, ИКАО: FWCL)) — международный аэропорт в Малави, расположенный примерно в 13 км по дороге к северо-западу от Блантайра, второго по величине города в Республике Малави, коммерческой и финансовой столицы страны. Чилека — второй аэропорт Малави после международного аэропорта имени Камузу в Лилонгве, столице страны.

## Инфраструктура
Географические координаты аэропорта: 15°40'52.0"S, 34°58'18.0"E (Latitude:-15.681111; Longitude:34.971667). Аэропорт находится на высоте 779 м над средним уровнем моря.
В аэропорту есть две взлетно-посадочные полосы с асфальтовым покрытием: 10/28 размером 2325 на 30 метров и 15/33 размером 1372 × 30 м.

## Реконструкция
В апреле 2019 года была начата плановая реконструкция и расширение основной взлетно-посадочной полосы, в результате чего ВПП 10/28 была временно закрыта. Первоначально планировалось, что ремонт продлится три месяца, но дата завершения работ была перенесена трижды.
В это время аэропорт продолжал работать, обслуживая прилёты и вылеты небольших самолетов на взлетно-посадочной полосе 15/33. Во время закрытия ВПП 10/28 аэропорт не мог принять больши́е типы воздушных суден, поэтому все их рейсы были перенесены в международный аэропорт имени Камузу, откуда пассажиры перевозились в аэропорт Чилека на малых самолетах.
Ремонтные работы были окончательно завершены в декабре 2019 года, после чего 1 января 2020 года возобновилась нормальная эксплуатация обеих взлетно-посадочных полос.

## Авиакомпании и направления
| Авиакомпании       | Направления                          |
| ------------------ | ------------------------------------ |
| Airlink            | Йоханнесбург                         |
| Ethiopian Airlines | Аддис-Абеба                          |
| Malawi Airlines    | Дар-эс-Салам, Йоханнесбург, Лилонгве |